# Lithobates onca
Espèce
Synonymes
- Rana onca Cope, 1875

Statut de conservation UICN

 EN B2ab(v); C2a(i) : En danger
Lithobates onca est une espèce d'amphibiens de la famille des Ranidae.

## Répartition
Cette espèce est endémique du Sud-Ouest des États-Unis. Elle se rencontre à la frontière entre les États d'Arizona, du Nevada et de l'Utah.

## Publication originale
- Yarrow, 1875 : Report upon the collections of batrachians and reptiles made in portions of Nevada, Utah, California, Colorado, New Mexico, and Arizona during the years 1871, 1872, 1872, and 1874 in Report upon Geographical and Geological Explorations and Surveys West of the One Hundredth Meridian in Charge of First Lieut. Geo. M. Wheeler, Corps of Engineers, U.S. Army, Under the Direction of Brig. Gen. A. A. Humphryes, Chief of Engineers, U.S. Army, vol. 5, no 4, Washington, D.C., p. 511-584 (texte intégral).